# El Último Vals
《El último vals》(마지막 왈츠)는 라 오레하 데 반 고흐의 A las cinco en el Astoria 앨범의 발표곡으로 레이레 마르티네스의 데뷔작이다.
그룹의 전대 보컬 아마이아 몬테이로가 솔로로 활동하기 위해 라 오레하 데 반 고흐를 탈퇴한 이후 새롭게 영입한 보컬인 레이레 마르티네스의 첫 발표곡이다. El Ultimo Vals는 1978년 연주회 필름 마지막 원무곡을 그 모티브로 하여 제작된 싱글이다.
이 싱글은 2008년 말에 스페인 차트, 칠레 차트, 아르헨티나 차트 등에서 1등에 올랐다. 놀라운 점은 신인인 레이레 마르티네스가 이 싱글로 일약 스타덤에 올랐다는 것이다.

## 뮤직비디오
El Ultimo Vals의 뮤직비디오는 2008년 7월에 촬영되었으며 영화 슬라이딩 도어즈를 인용하여 제작되었다.

## 리메이크
라 오레하데 반 고흐에서 보컬이 레이레 마르티네스로 바뀐 이후 2009년에 베스트 앨범을 발표했는데 El Ultimo Vals는 그 앨범 3번째 곡으로 수록되었다.